# Polsat Go
Polsat Go ist ein polnisches Streamingportal der Telewizja Polsat. Polsat Go startete am 16. August 2021 und ersetzte seinen Vorgänger Ipla. Das Portal bietet sowohl Internetfernsehen als auch Video-on-Demand aus dem Repertoire des Medienunternehmens Grupa Polsat Plus an. Polsat Go ist ein kostenloses und werbefinanziertes Angebot, das Portal Polsat Box Go hingegen ist das werbefreie und kostenpflichtige Portal mit erweitertem Angebot.

## Technisches und Angebot
Das Portal ist sowohl über die Internetseite abrufbar, als auch über Apps für Mobilgeräte (Android, HMS und iOS) und für Smart-TVs, Android TV und Apple TV verfügbar. Das Portal ist auch außerhalb Polens abrufbar, jedoch sind viele Inhalte durch Geoblocking für die Nutzer nicht verfügbar.
Zum Angebot gehören eine Vielzahl von Produktionen, die zuvor auf den Fernsehsendern der Grupa Polsat Plus ausgestrahlt wurden und Livestreams der Sender Polsat und TV4. Seit 2022 wird auch der Sender Ukraina 24 als Livestream angeboten. Neben Eigenproduktionen werden auch Lizenzwaren gezeigt. Zudem stehen auch polnische Filme aus den 1960ern, 1970ern und 1980ern der Firma Studio Filmowe Kadr zum Abruf. Neben Filmen stehen auch Serien, Unterhaltungssendungen, Reality TV, Nachrichten, Magazine, Shows, Sportsendungen und mehr zur Verfügung.